# Escut de Gósol

Escut oficial de Gósol

L'escut oficial de Gósol té el següent blasonament:
Escut caironat: d'or, un castell de sinople obert acompanyat de 3 pinyes de sinople posades 2.1.; la bordura de gules. Per timbre una corona mural de vila.

## Història
Va ser aprovat el 9 de juny de 1982 i publicat al DOGC el 30 de juliol del mateix any amb el número 245.
S'hi veu el castell de Gósol (del segle XI), que pertanyia als barons de Pinós. Les armes parlants d'aquesta família són les representades a l'escut: tres pinyes de sinople sobre camper d'or, amb una bordura de gules.